# Chera

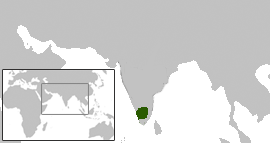
Größte Ausdehnung der Chera

Die Chera-Dynastie war eine der großen tamilischen Herrscherfamilien, welche die Südwestküste Indiens und Teile des heutigen Tamil Nadu von der Antike bis zum 15. Jahrhundert kontrollierte. Die anderen beiden waren die Cholas und die Pandyas. Diese drei Dynastien begannen ihre Herrschaft bereits vor der dritten Sangam-Periode (300 v. Chr.) und regierten unabhängig voneinander bis ins indische Mittelalter, teilweise auch darüber hinaus.

## Die frühen Cheras
Auf den Ashoka-Edikten befindet sich eine Inschrift, wonach es ein unabhängiges Gebiet im Süden gäbe, das Ceraputta heißt. Im Periplus Maris Erythraei wird das Land Cerobothra erwähnt. Plinius der Ältere bezeichnete es als Caelobothras. Man nimmt an, dass die Cheras Anhänger des Shivaismus waren. Die frühen Cholas beherrschten ein großes Gebiet im Südwesten Indiens inklusive des heutigen Kerala über Vasallen. Sie hielten Beziehungen zu den Satavahanas sowie florierende Handelsbeziehungen mit den Römern und Griechen über das Meer. Das Gold des Auslands wurde vornehmlich gegen Pfeffer ausgetauscht. Archäologen fanden auch Münzen der Römer. Die Hauptstadt der Cheras war Karur.
In der frühen Sangam-Literatur finden sich verschiedene Namen für die Cheras: Cheral, Kuttuvan, Irumporai, Kollipurai und Athan. Sie wurden als Kothai oder Makothai getitelt. Selbst bezeichneten sie sich als Vanavar. Der gesamte Adel der Cheras wurde Cheraman genannt.
Folgende Herrscher werden im Paditruppattu genannt:
1. Nedum Cheralathan
2. Palyane Chel Kezhu Kuttuvan
3. Kalankaikanni Narmudi Cheral
4. Kadal Pirakottiya Velkezhu Kuttuvan
5. Attu Kottu Pattu Cheralathan
6. Chelva Kadunko Azhi Athan
7. Thakadur Erintha Perum Cheral Irumporai
8. Kudako Ilam Cheral Irumporai

Die ersten zwei Könige waren Söhne von Uthiyan Cheralathan und Veliyan Nallini, während der dritte, vierte, und fünfte König jeweils ein Sohn von Nedum Cheralathan war. Chola-Prinzessin Manikilli war die Mutter des vierten Königs, der auch Chenkuttuvan genannt wurde. Der sechste König war Sohn von Anthuvan Cheral Irumporai und Porayan Perumthevi. Der Siebente war Sohn des sechsten Königs. Der achte König war Sohn des Chola-Herrschers Kuttuvan Irumporai, Sohn von Mantharan Cheral Irumporai.
In der Pagalur-Inschrift finden sich folgende drei Generationen: Adam Cheral Irrumporai, sein Sohn Perumkadungo, und dessen Sohn Ilamkadungo.
Im Purananuru gibt es den König Udiyan Cheral, der im 1. bis 2. Jahrhundert gelebt haben dürfte. Imayavaramban Nedum Cheralathan, ein weiterer Herrscher der Sangam-Zeit, gibt an sein Herrschaftsgebiet bis zum Himalaya ausgestreckt zu haben. Unterdessen berichtet das buddhistische Mahavamsa davon, dass einer ihrer Ceylon-Herrscher zu Besuch bei Chenkuttuvan, einem Chera-König, war.

## Die Cheras der Bhakti-Ära
Wenig bekannt ist über die Cheras des 5. bis 8. Jahrhunderts. Eine unbekannte Macht, die Kalabhras, drangen in das tamilische Gebiet ein, und regierten dann etwa drei Jahrhunderte lang. Die Kalabhras wurden daraufhin im 6. Jahrhundert von den Pallavas und den Pandyas vertrieben. Arikesari Parankusa Maravarman (730–765), Pallava-Herrscher, berichtet auf einer Kupferplatte davon, dass er einen Chera-König geschlagen haben soll. Der Name dieses Chera-Königs ist nicht bekannt, aber man kann aus der Kupferplatte schließen, wie groß dieses Chera-Reich war, welches noch immer die Südwestküste und den äußersten Süden Indiens umschloss.
Pulakesin II., ein Chalukya-Herrscher, schrieb über seinen Feldzug gen Süden: „Pulikesin II, der die Pallava hinter die Mauern von Kanchi zurückschlug, gelangte in den Süden bis zum Fluss Kaveri und führte die Cholas, Cheras und Pandyas zu Wohlstand.“
Während der Regierungszeit des Pandya-Königs Parantaka Nedumjadaiyan (765–790) waren die Cheras noch immer in Karur und waren engverbündete Alliierte der Pallavas. Pallavamalla Nadivarman schlug den Pandya Varaguna unter Mithilfe des Chera-Königs. Auch der kulturelle Austausch florierte. Die Chera-Könige nahmen den Titel „Perumal“ an und förderten den Vishnuismus. Kulasekkara Alvar, Chera-König im 8. Jahrhundert, widmete sich der frommen vishnuistischen Poesie. Der Shaivait Cheraman Perumal und der Vishnuit Kulasekkara waren bedeutende Persönlichkeiten der Hinduismus-Bewegung. Kulasekkara wurde später ein gefeierter Bhakti-Alvar (Apostel). Sein Werk wurde als Perumal Thirumozhi bekannt. Er war ein Zeitgenosse von Adi Shankara.

## Das Ende der Cheras
Rajaraja I. drang im Jahr 994 in das Kernland der Chera ein und zerstörte die Schiffsflotte von Bhaskara Ravi Varman Thiruvadi (978–1036) in der Schlacht von Kandalur Salai. Dadurch wurden die Cheras stark geschwächt. Sie konnten sich noch einige Jahrzehnte lang erfolgreich gegen den Chola zur Wehr setzen, aber der Tod des letzten Chera-Königs Rama Varma Kulasekhara beendete ihre Herrscherdynastie. Die Ländereien Venad und Travancore kamen nach Rama Varmas Tod unter seinen unabhängigen Herrschern Udaya Marthanda Varma (1175–1195) und Ravi Varma Kulasekkara (1299–1314), der ein Nachkomme der Cheras war, zur Hochblüte. Unter Ravi Varma Kulasekkara kam es zu bis dahin unerreichter kultureller Entwicklung und Gelehrsamkeit. Auch für sein diplomatisches Geschick konnte er viel Ruhm ernten. So war er in der Lage das Pandya-Reich zu befrieden, nachdem das Delhi-Sultanat das Land verwüstete. Nach dem Tod von Ravi Varma Kulasekkara gab es keine nennenswerten Cheras mehr.

## Liste der Chera-Könige
- Udiyan Cheral
- Antuvan Cheral
- Imayavaramban Nedum Cheralathan (56–115)
- Cheran Chenkuttuvan (ab 115)
- Palyani Chel Kezhu Kuttuvan (115–130)
- Poraiyan Kadungo (ab 115)
- Kalankaikanni Narmudi Cheral (115–140)
- Velkezhu Kuttuvan (130–185)
- Selvak Kadungo (131–155)
- Adukotpattu Cheralatan (140–178)
- Kuttuvan Irumporai (178–185)
- Tagadur Erinda Perumcheral (185–201)
- Yanaikat-sey Mantaran Cheral (201–241)
- Ilamcheral Irumporai (241–257)
- Perumkadungo (257–287)
- Ilamkadungo (287–317)
- Kanaikal Irumporai (367–397)
- Cheruman Perumal (8. Jahrhundert)
- Kulasekkara Alvar (8.–9. Jahrhundert)
- Bhaskara Ravi Varman Thiruvadi (978–1036)
- Rama Varma Kulasekkara (1020–1102)
- Ravi Varma Kulasekkara (um 1250–1314)